# Revised Standard Version

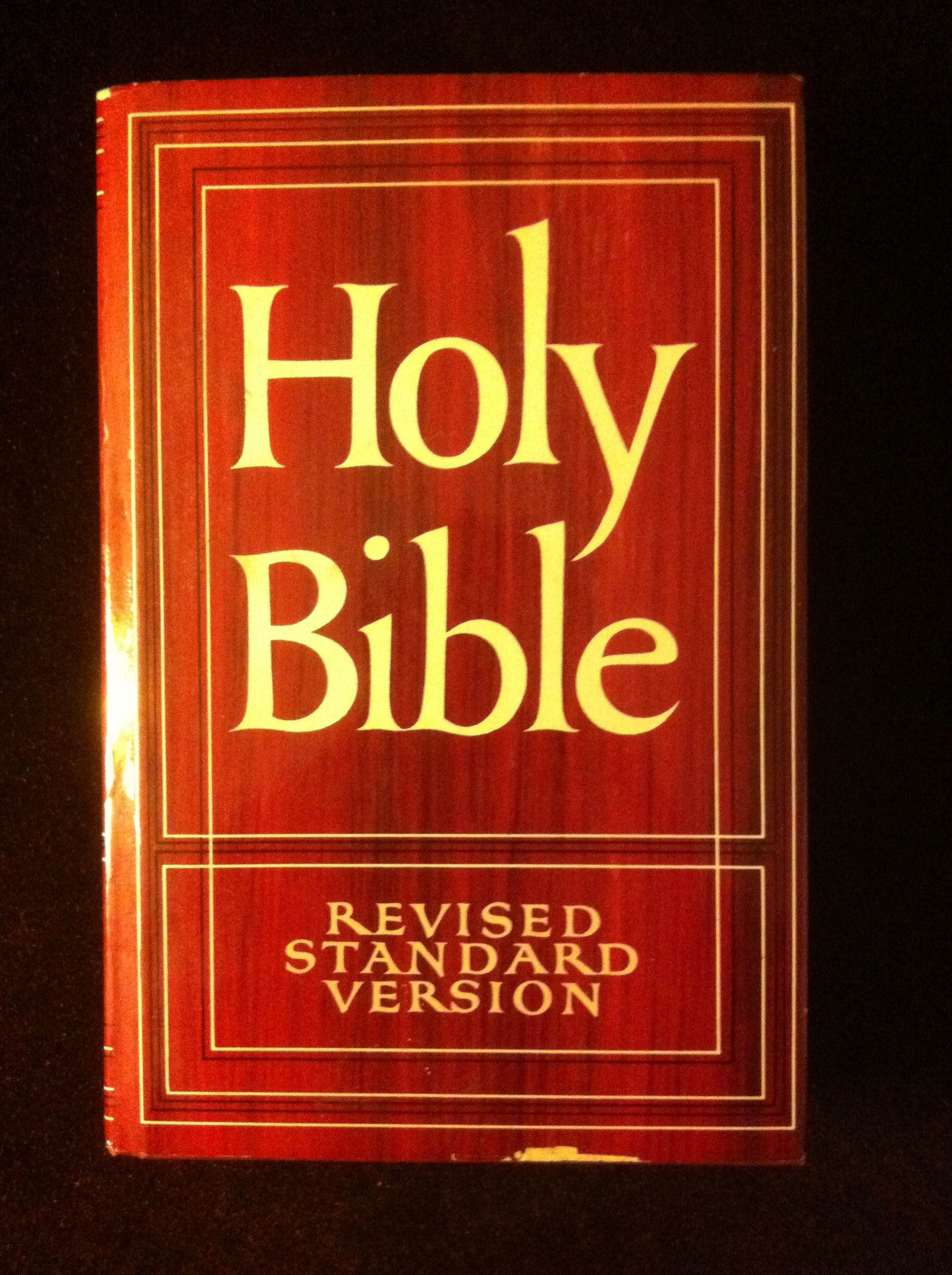
Versão Padrão Revisada

A Revised Standard Version (sigla em inglês RSV) é uma  tradução da Bíblia para o inglês publicada em 1952 pela Divisão de Educação Cristã do Conselho Nacional das Igrejas de Cristo nos EUA. Esta tradução em si é uma revisão da American Standard Version (ASV) de 1901 e pretendia ser uma tradução em inglês moderna legível e literalmente precisa que visava "preservar tudo o que há de melhor na Bíblia em inglês como tem sido conhecido e usado através dos séculos "e" para colocar a mensagem da Bíblia em palavras simples e duradouras que são dignas de estar na grande Bíblia de Tyndale - Tradição do Rai James." A RSV foi a primeira tradução da Bíblia a fazer uso do Pergaminho do Mar Morto de Isaías, um desenvolvimento considerado "revolucionário" no campo acadêmico da erudição bíblica. O Novo Testamento foi publicado pela primeira vez em 1946, o Antigo Testamento em 1952 e os Apócrifos em 1957; o Novo Testamento foi revisado em 1971. A Versão Padrão Revisada original, Edição Católica (RSV-CE) foi publicada em 1965-66, e o Apócrifo foi expandido em 1977. A Versão Padrão Revisada, Segunda Edição Católica (RSV-2CE) foi lançado em 2006.
Nos anos posteriores, o RSV serviu de base para duas revisões - a New Revised Standard Version (NRSV) de 1989 e a English Standard Version (ESV) de 2001.

## Recepção e controvérsias
A Versão padrão revisada do Novo testamento foi bem recebida, mas quanto ao Velho testamento houve diversas reações e alguma controvérsia.